# Eva Dannetun
Eva Barbro Margaretha Dannetun, född 4 december 1958, är en svensk lektor i omvårdnad och prorektor för Mittuniversitetet sedan 2017. . Dannetun disputerade 2006 vid Karolinska institutet på en avhandling under rubriken Reasons for non-vaccination, en studie kring populationsbaserade vaccinationsprogram. Danntun var avdelningschef för Avdelningen för omvårdnad när hon 2017 utnämndes till prorektor för utbildningsfrågor vid Mittuniversitetet i Sundsvall.